# Reyer van Blommendael
Reyer Jacobsz van Blommendael, baptisé le 27 juin 1628 à Amsterdam et mort le 23 novembre 1675 à Haarlem, est un peintre néerlandais du siècle d'or.
Il produit peu d'œuvres, principalement de la peinture historique, des thèmes inspirés de la mythologie et quelques scènes de classicisme pastoral ou biblique.

## Biographie

### Origines
Reyer Jacobsz van Blommendael est baptisé dans la Nieuwe kerk de Amsterdam en 1628. Il est issu d'une famille de la bourgeoisie néerlandaise, et pourrait être le fils de Jacob Reijersz et Jans Grietje.
L'origine de son art et l'enseignement qu'il a pu recevoir sont inconnus: le célèbre marchand d'art Jacques Goudstikker a suggéré que son style était probablement influencé par un voyage précoce en Italie.

### Guilde de Saint-Luc
Le peintre est admis dans la guilde de Saint-Luc de Haarlem le 14 mars 1662, après s’être acquitté de quatre florins et dix patards. Il est encore enregistré en tant que membre de la guilde en 1668.
Il réalise quelques tableaux entre 1660 et 1675: la liste complète est à ce jour impossible à définir, de nombreuses œuvres n'étant pas signées et attribuées à d'autres écoles. Son art évoque le travail de Gerard van Honthorst, César van Everdingen, et le style de l'école caravagesque d'Utrecht propre à l'Âge d'or de la peinture néerlandaise.
Il est inhumé dans l'église Saint-Bavon de Haarlem le 23 novembre 1675.

### Œuvres
On lui connaît quelques œuvres signées, qui serviront de modèles aux historiens de l'art pour identifier les travaux non signés :
- Jésus au jardin des oliviers (Alte Pinakothek de Munich)
- Pâris et Œnone (Palais des beaux-arts de Lille)

D'autres œuvres lui sont attribuées :
- Saint Bavon délivrant Haarlem (Cathédrale Saint-Bavon de Haarlem)
- Loth et ses filles (Musée des beaux-arts de Dunkerque)
- Phryné devant ses juges (Musée Denon de Chalon-sur-Saône)
- Socrate, ses deux épouses et Alcibiade (Musée des beaux-arts de Strasbourg)

Certains tableaux étaient auparavant attribués à Johannes Vermeer, Dirck van Baburen, César van Everdingen, Abraham Bloemaert, Jan van Gerritsz Bronchorst, ou encore Gerard van Honthorst.

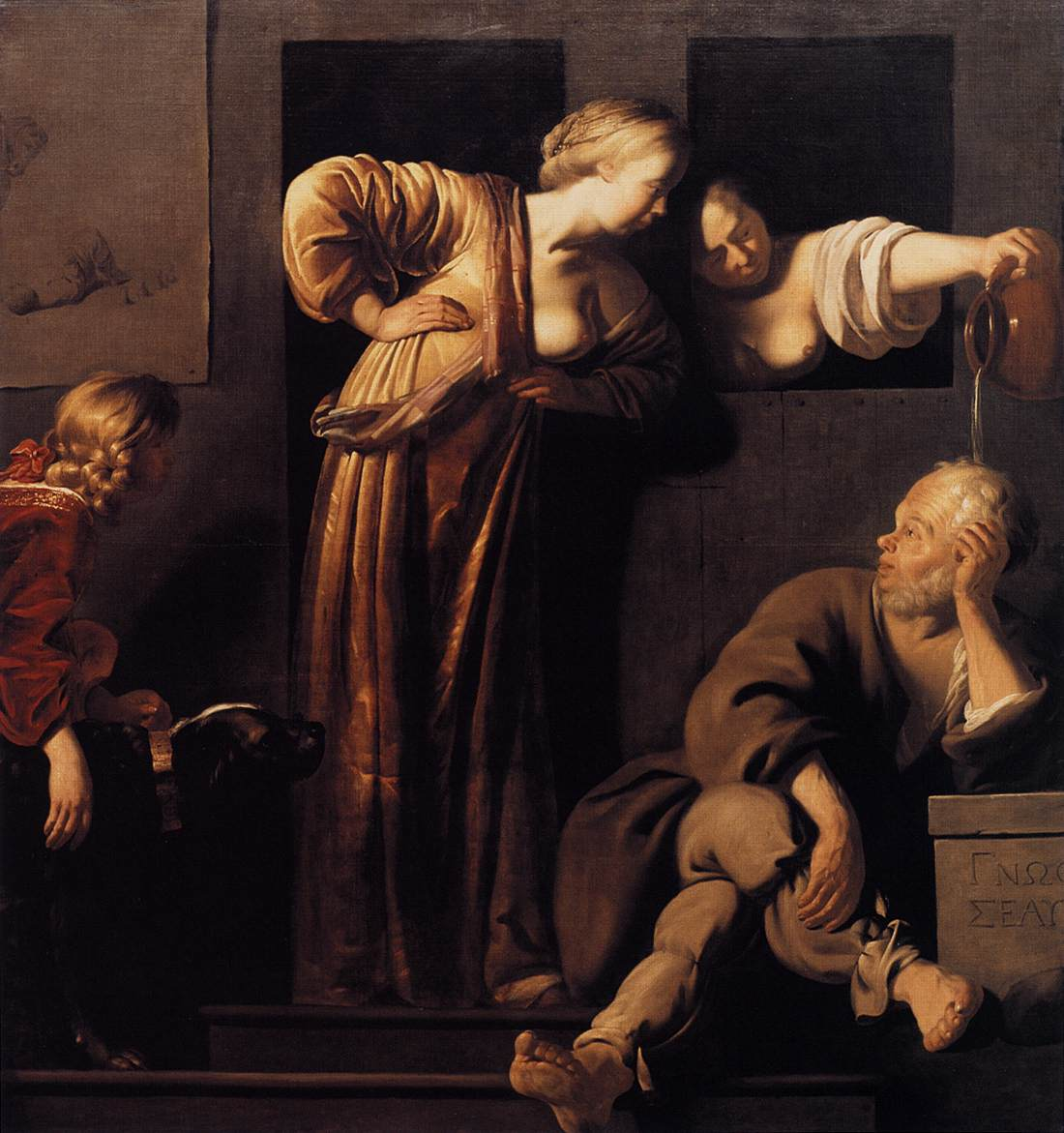
Socrate, ses deux épouses et Alcibiade
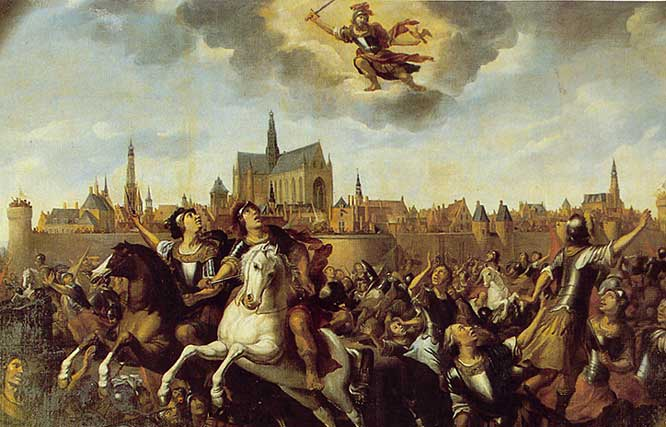
Saint-Bavon délivrant Haarlem